# Jal Mahal

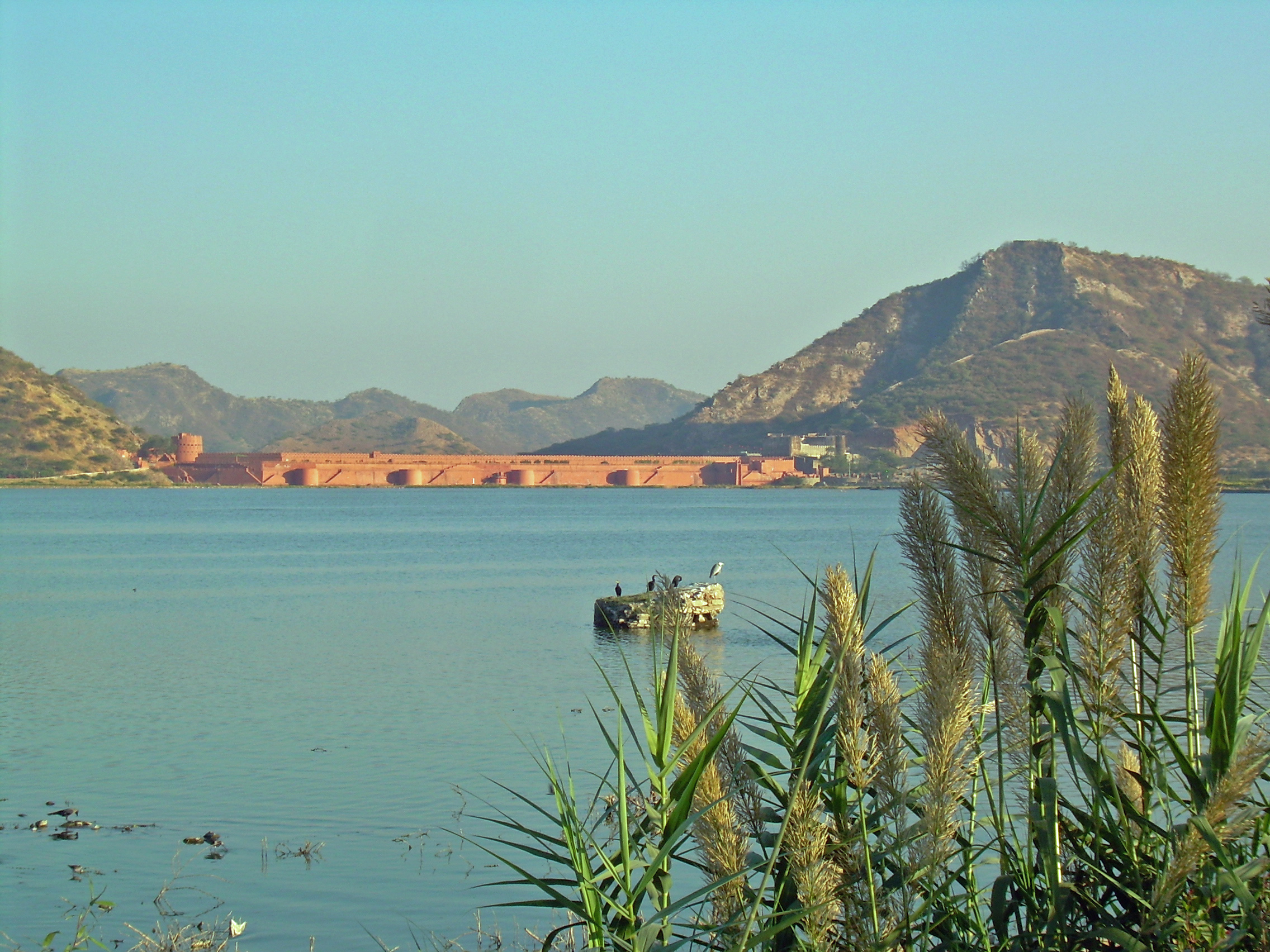
Presa de Man Sagar Dam prop del Jal Mahal

El Jal Mahal (Palau de l'Aigua) és una edificació situada al mig del llac de Man Sagar a Jaipur (ciutat), dins l'estat del Rajasthan. Està situat al nord de la ciutat en direcció a Amber. El palau i el llac foren arranjats pel maharajà Jai Singh II (1699-1743) al segle xviii. El llac s'omple durant les pluges i només el palau era accessible per barques. Actualment el llac està contaminat i el palau deshabitat, sense manteniment i no pot ser visitat; el 2001 es van iniciar treballs per evitar la contaminació i arranjar el palau, però els esforços seriosos no es van iniciar fins al 2004; es tracta d'afavorir el desenvolupament del turisme.
Antigament la zona del llac fou una depressió natural del terreny. En una sequera i fam el 1596 va decidir construir una presa per evitar la pèrdua de l'aigua; la presa es va reforçar el segle XVII; la moderna presa té uns 300 metres de llarg i 28,5 d'ample. La seva restauració final s'atribueix a Jai Singh II. A la rodalia es van construir també el fort Jaigarh, el fort Nahargarh, el fort Khilangarh, i la vall de Kanak Vrindavan que avui dia formen un corredor turístic.
El palau fou construït al llac en estil mogol i rajput comú al Rajasthan; es va utilitzar pedra vermella arenosa; té cinc pisos dels que quatre queden sota el nivell de l'aigua quan aquest arriba al màxim. El chhatri és de tipus bengalí. Ha tingut també restauracions. El jardí fou construït en passatges en arcades. A les cantonades de l'octàgon que conforma hi ha elegants torres amb cúpula. Les reformes dels darrers anys foren desencertades i actualment s'estan refent amb nous materials basats en els originals. El jardí de la terrassa s'ha perdut i ha estat reconstruït segons el model del d'Amber, A Gaitore, a l'altre costat del llac hi ha els cenotafis d'alguns dels maharajas de Jaipur erigits sobre plataformes de cremació. Foren construïts per Jai Singh II en una zona ajardinada.; els monuments són en honor de Pratap Singh, Madho Singh II i Jai Singh II, entre d'altres; el més espectacular, de marbre, és el de Jai Singh II, i amb 20 pilars.

## Galeria

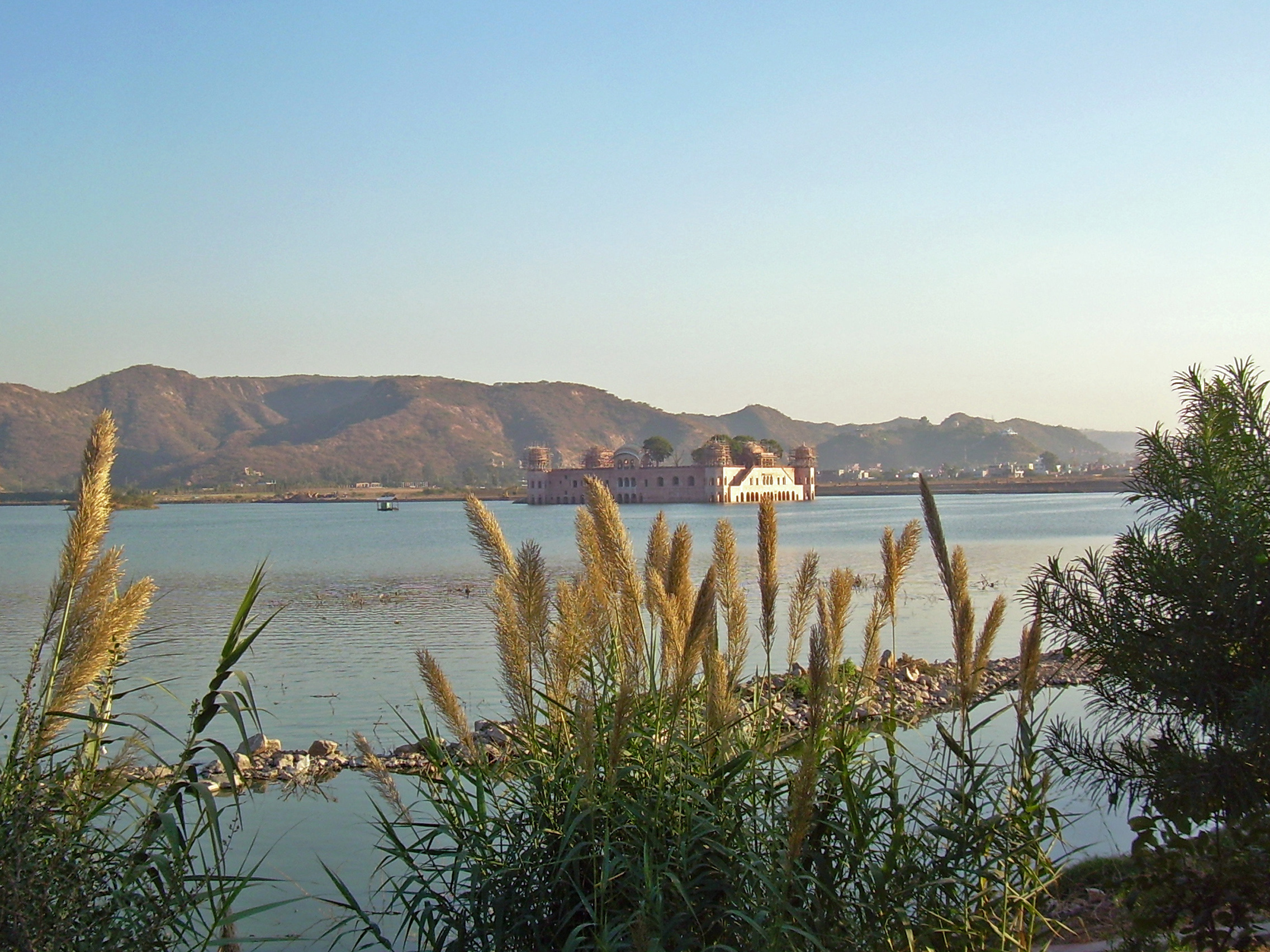
Palau el novembre del 2007
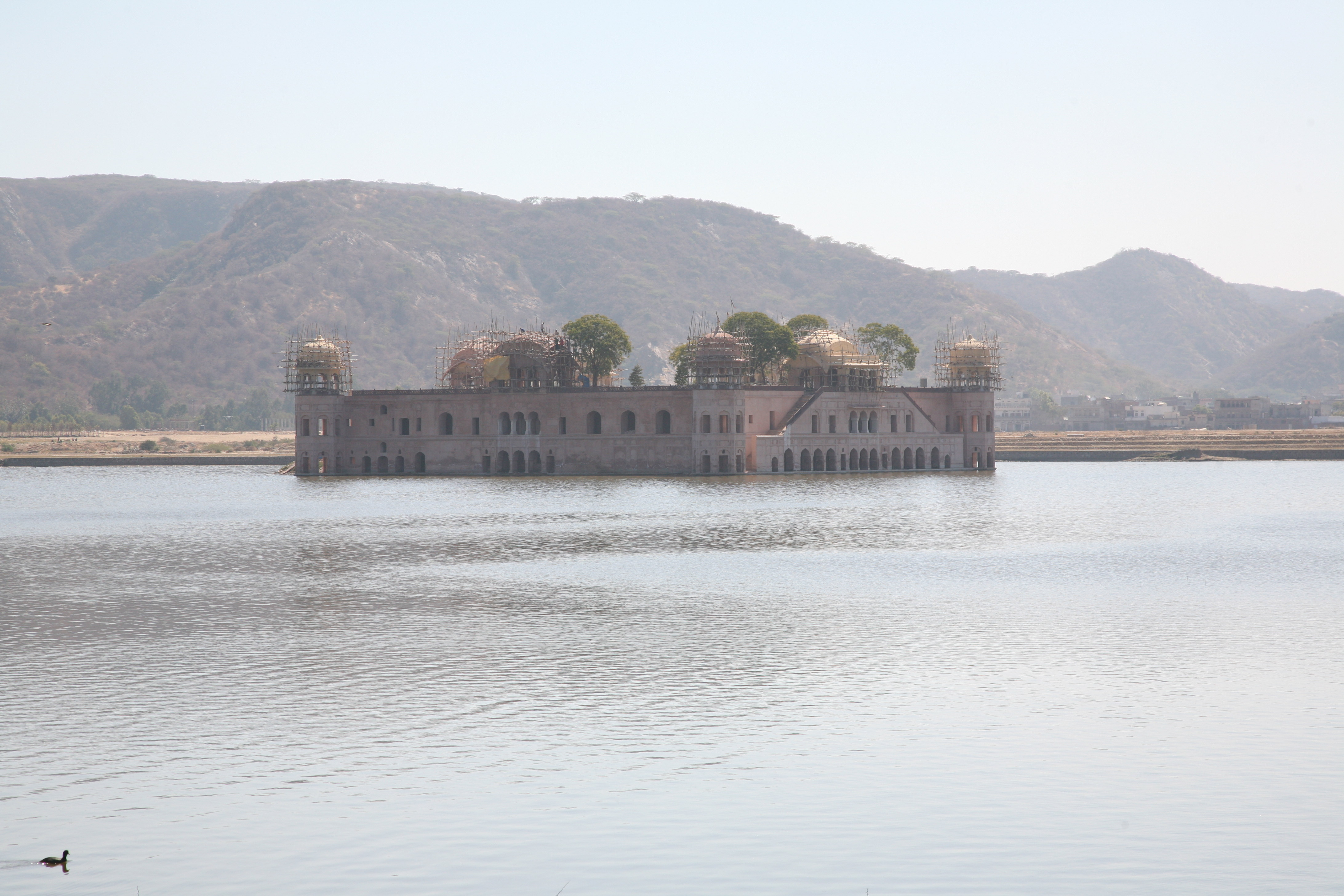
Jal Mahal, restauració febrer de 2008
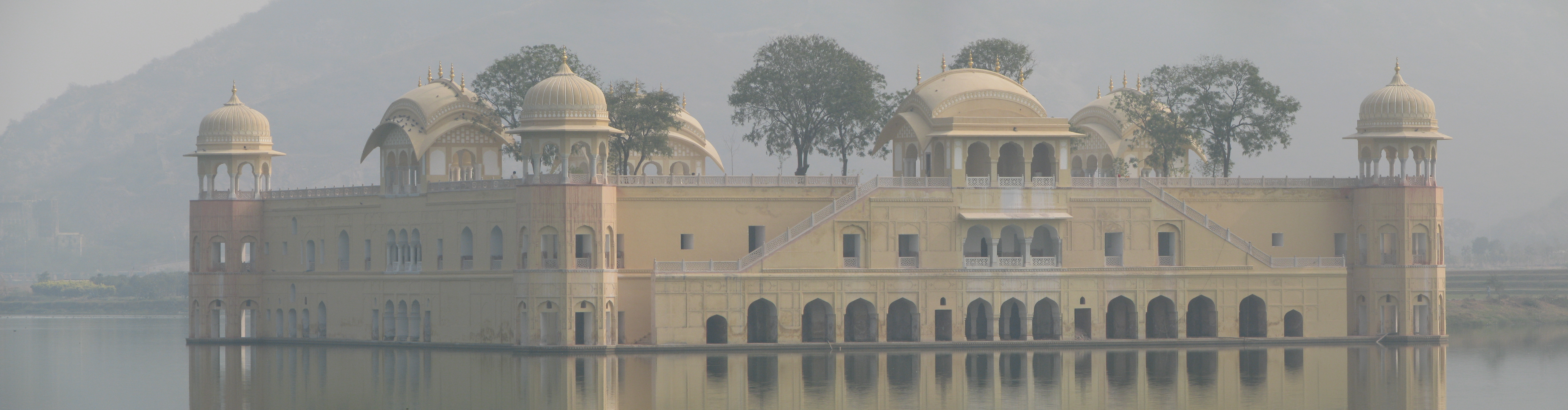
Jal Mahal març de 2008
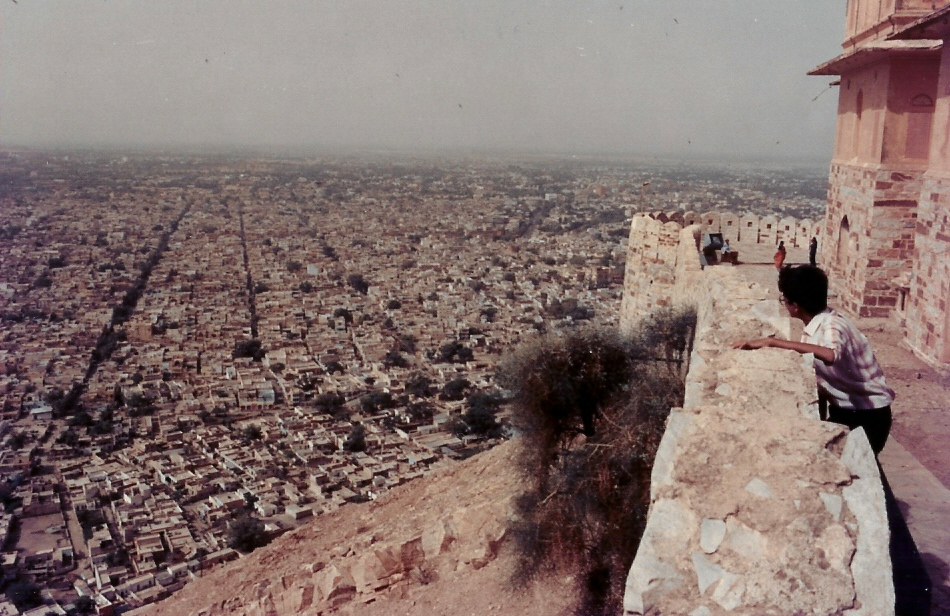
Jaipur des del fort Nahargarh